# Polycricus marginalis
Polycricus marginalis är en mångfotingart som först beskrevs av Frederik Vilhelm August Meinert 1886.  Polycricus marginalis ingår i släktet Polycricus och familjen storjordkrypare.
Artens utbredningsområde är:
- Kuba.
- Jamaica.

Inga underarter finns listade i Catalogue of Life.